# 那不勒斯中央車站

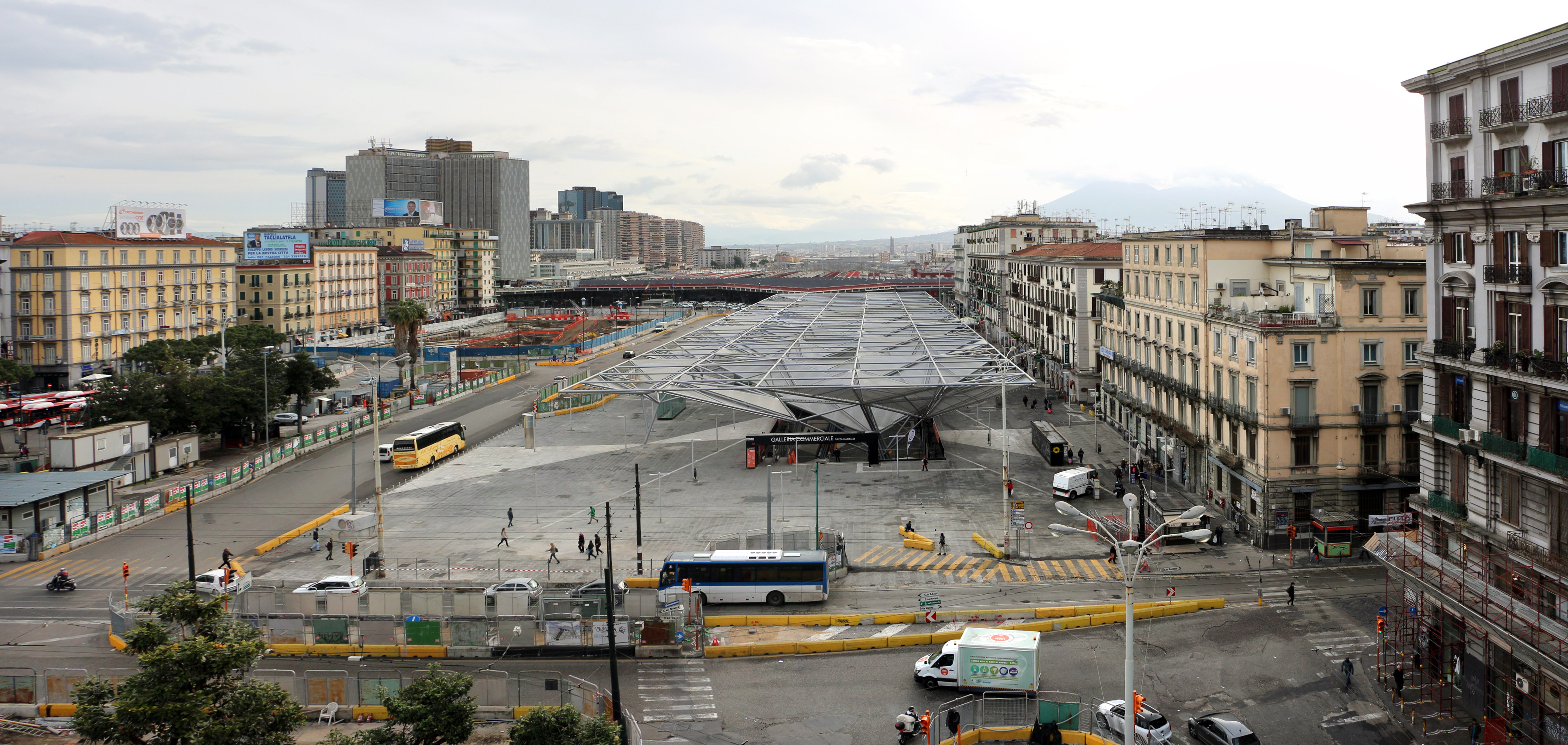
加里波第廣場和後方的那不勒斯中央車站

那不勒斯中央車站（義大利語：Stazione di Napoli Centrale）是位於義大利那不勒斯的一個鐵路車站，也是那不勒斯和義大利南部最重要的鐵路車站，平均每年的乘客數達5000萬人，達義大利第六位。

## 历史
車站最早修建於1866年，在1954年改建。除了義大利國家鐵路之外，在這裡還可以乘坐那不勒斯地鐵的列車。2005年，車站再次進行改建。

## 外部連結
维基共享资源上的相關多媒體資源：Napoli Centrale railway station